# Yvette Monreal
Yvette Monreal (ur. 9 lipca 1992 w Los Angeles) – amerykańska aktorka, która wystąpiła m.in. w filmie Rambo: Ostatnia krew i serialu Stargirl.

## Filmografia

### Filmy
| Rok  | Tytuł                 | Rola     | Uwagi       |
| ---- | --------------------- | -------- | ----------- |
| 2014 | Casey                 | Casey    | krótkometr. |
| 2016 | Lowriders             | Claudia  |             |
| 2018 | Once Upon a Superhero | Frankie  |             |
| 2018 | Monsoon               | Caitlyn  |             |
| 2019 | Rambo: Ostatnia krew  | Gabriela |             |

### Telewizja
| Rok       | Tytuł               | Rola                     | Uwagi      |
| --------- | ------------------- | ------------------------ | ---------- |
| 2013      | Harpies             | Temperance               | 2 odc.     |
| 2013      | Chutes & Ladders    | Olivia                   | 9 odc.     |
| 2014      | Awkward             | Girl                     | 1 odc.     |
| 2014      | Runaway             | Josie                    | film TV    |
| 2014–15   | Faking It           | Reagan                   | 10 odc.    |
| 2014      | Matador             | Senna Galan              | 8 odc.     |
| 2015–2017 | The Fosters         | Adriana                  | 4 odc.     |
| 2018      | Agenci NCIS         | Maya Guzman              | 1 odc.     |
| 2020      | Legends of Tomorrow | Yolanda Montez / Wildcat | cameo      |
| 2020-2022 | Stargirl            | Yolanda Montez / Wildcat | gł. obsada |